# دایکی یاماشیتا
دایکی یاماشیتا (انگلیسی: Daiki Yamashita؛ زادهٔ ۷ سپتامبر ۱۹۸۹) صداپیشه اهل ژاپن است. وی از سال ۲۰۱۲ میلادی تاکنون مشغول فعالیت بوده‌است.